# Nibionno

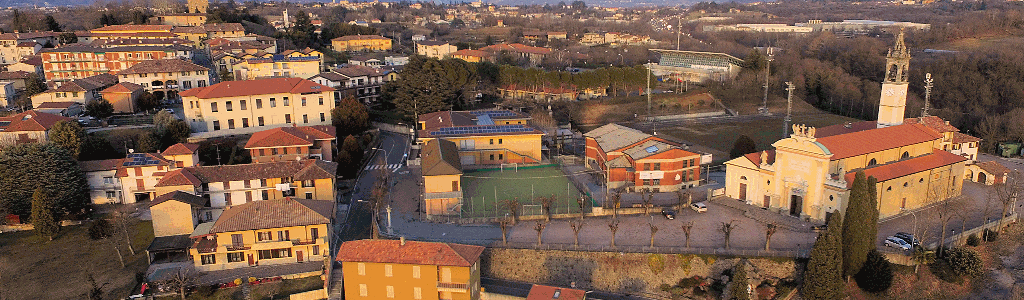
Nibionno

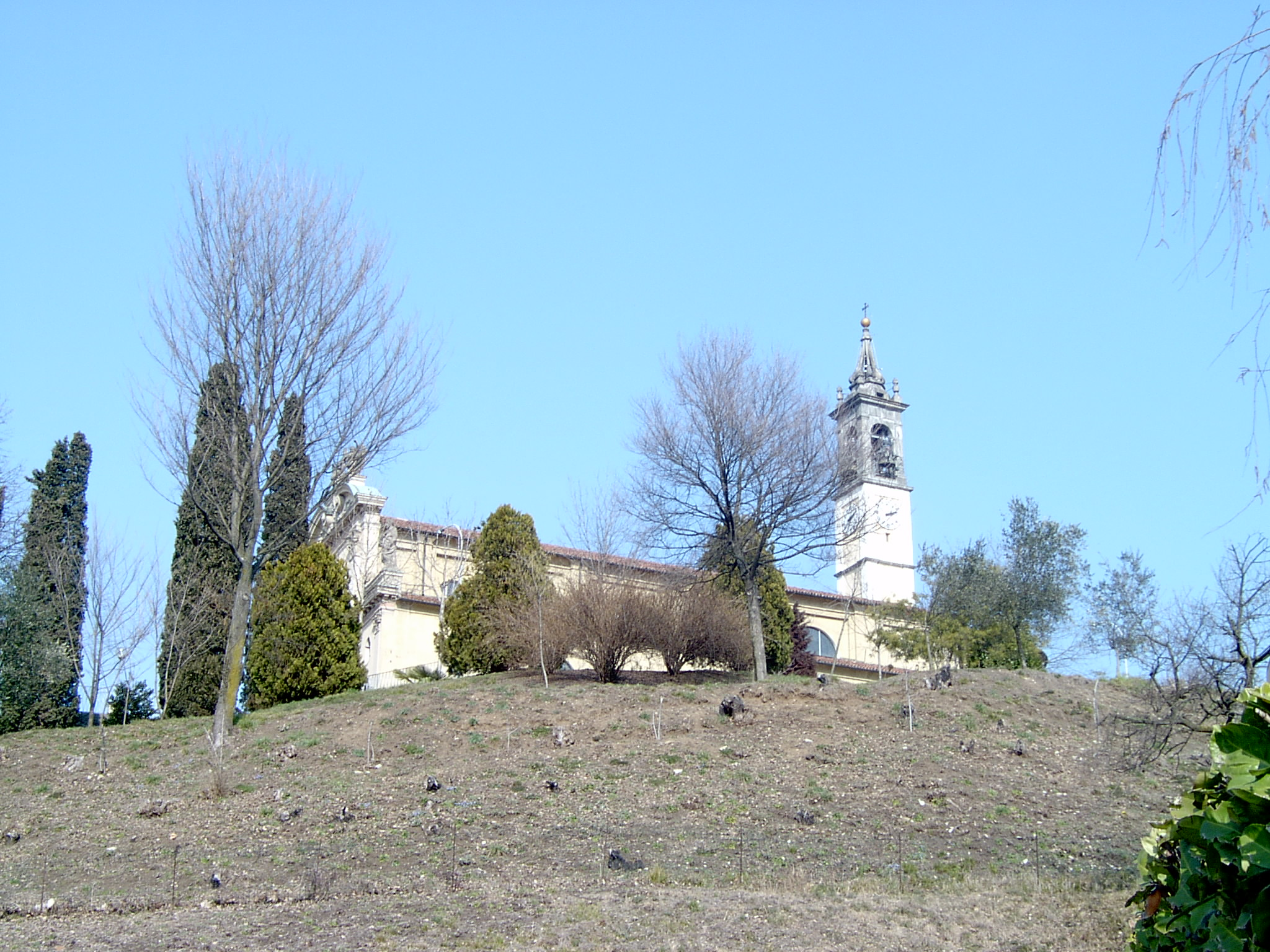
Kirche in Tabiago

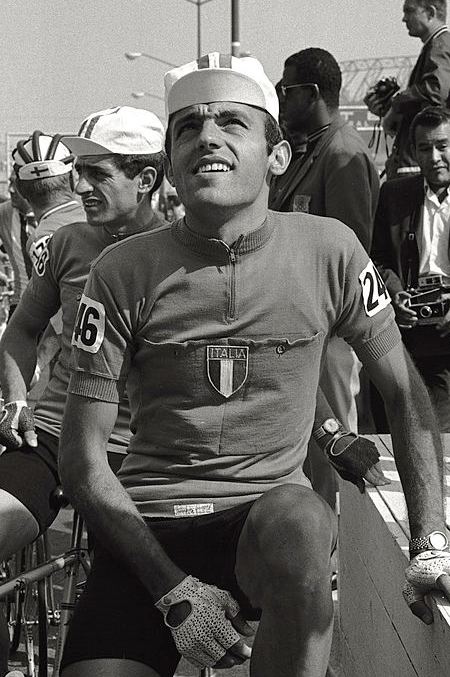
Tino Conti

Nibionno ist eine italienische Gemeinde (comune) mit 3578 Einwohnern (Stand 31. Dezember 2023) in der Provinz Lecco, Region Lombardei.

## Geographie
Nibionno liegt etwa 15 km südwestlich der Provinzhauptstadt Lecco und 30 km nördlich der Millionen-Metropole Mailand.
Die Nachbargemeinden sind Bulciago, Cassago Brianza, Costa Masnaga, Inverigo (CO), Lambrugo (CO) und Veduggio con Colzano (MB).
Nibionno besteht aus den Hauptorten Tabiago und Cibrone und den kleineren Ortsteilen California, Gaggio, Molino Nuovo und Mongodio. In Tabiago befinden sich die Gemeindeämter.

## Geschichte
Der Name Nibionno könnte von „Neblus“ stammen, Mittelalterliches Latein für Bach. Die erste Erwähnung von Nibionno stammt aus dem Jahr 848, in dem eine Pieve in der Örtlichkeit Incino errichtet wurde und von einem in ‚vico et fundi Nebioni‘ die Rede ist. 1440 wurde der Ortsverband von Nibionno (‚Squadra di Nibionno‘) im Herzogtum Mailand gegründet, der bis ins 18. Jh. bestand. 1569 wurde eine Pfarrei gegründet.
Nach dem vorübergehenden Zusammenschluss der lombardischen Provinzen mit dem Königreich Sardinien wurde die Gemeinde Nibionno mit 1.149 Einwohnern, die von einem 15-köpfigen Gemeinderat und einem 2-köpfigen Stadtrat verwaltet wird, auf der Grundlage der durch das Gesetz vom 23. Oktober 1859 geschaffenen territorialen Aufteilung in den Bezirk XI von Erba (Lombardei), Bezirk I von Como, Provinz Como, eingegliedert. Bei der Gründung des Königreichs Italien im Jahr 1861 hatte die Gemeinde 1.248 Einwohner (Volkszählung 1861). Nach dem Gemeindegesetz von 1865 wurde die Gemeinde von einem Bürgermeister, einer Junta und einem Rat verwaltet. Im Jahr 1924 wurde die Gemeinde in den Bezirk Como der Provinz Como eingegliedert. Nach der Gemeindereform von 1926 wurde die Gemeinde von einem Podestà verwaltet. Nach der Gemeindereform von 1946 wurde die Gemeinde Nibionno von einem Bürgermeister, einer Junta und einem Gemeinderat verwaltet.
Der Ort im Zentrum der Provinz Monza und Brianza ging 1992 von der Provinz Como auf die Provinz Lecco über.

## Bevölkerung
| Bevölkerungsentwicklung | Bevölkerungsentwicklung | Bevölkerungsentwicklung | Bevölkerungsentwicklung | Bevölkerungsentwicklung | Bevölkerungsentwicklung | Bevölkerungsentwicklung | Bevölkerungsentwicklung | Bevölkerungsentwicklung | Bevölkerungsentwicklung | Bevölkerungsentwicklung | Bevölkerungsentwicklung | Bevölkerungsentwicklung | Bevölkerungsentwicklung | Bevölkerungsentwicklung | Bevölkerungsentwicklung | Bevölkerungsentwicklung |
| ----------------------- | ----------------------- | ----------------------- | ----------------------- | ----------------------- | ----------------------- | ----------------------- | ----------------------- | ----------------------- | ----------------------- | ----------------------- | ----------------------- | ----------------------- | ----------------------- | ----------------------- | ----------------------- | ----------------------- |
| Jahr                    | 1861                    | 1871                    | 1881                    | 1901                    | 1911                    | 1921                    | 1931                    | 1951                    | 1961                    | 1971                    | 1981                    | 1991                    | 2001                    | 2011                    | 2022                    |                         |
| Einwohner               | 1248                    | 1360                    | 1575                    | 1805                    | 2011                    | 2003                    | 2248                    | 2448                    | 2437                    | 2708                    | 2969                    | 3134                    | 3290                    | 3630                    | 3603                    |                         |
| Quelle: ISTAT           |                         |                         |                         |                         |                         |                         |                         |                         |                         |                         |                         |                         |                         |                         |                         |                         |

## Sehenswürdigkeiten
- Pfarrkirche Santi Simone e Giuda in Tabiago, die im 16. Jahrhundert zur Pfarrkirche erhoben und im Laufe der Jahrhunderte mehrmals umgebaut wurde. Im Inneren befinden sich ein Prozessionskreuz aus dem 15. Jahrhundert und ein Fresko aus dem 18. Jahrhundert.[2]
- Kirche Santi Gervaso e Protaso im Nibionno.
- Kirche San Carlo Borromeo im Ortschaft Cibrone.[3]
- Alter Turm im Ortschaft Tabiago.[4]

## Persönlichkeiten
- Tino Conti (* 1945), Radrennfahrer